# Viola rotundifolia
Espèce
Viola rotundifolia, ou Violette à feuilles rondes, est une espèce de plantes à fleurs de la famille des Violaceae. Elle pousse dans l'ouest des États-Unis et dans le sud-ouest du Canada. 